# Rhizoctonia alpina
Rhizoctonia alpina é uma espécie de fungo pertencente à família Ceratobasidiaceae.